# Rivière Broadback
Pour les articles homonymes, voir Broadback.
La rivière Broadback (en Cri : Chistamiskau Sipi) est un affluent de la baie de Rupert, au sud de la baie James. La rivière Broadback coule dans la municipalité de Eeyou Istchee Baie-James, dans la région administrative du Nord-du-Québec, au Québec, au Canada.

## Géographie

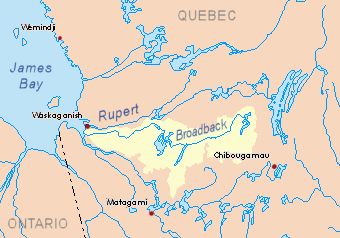
Bassin versant de la rivière Broadback

Les bassins versants voisins de la rivière Broadback sont :
- côté nord : rivière Rupert, lac Nemiscau, rivière Nemiscau ;
- côté est : lac Frotet, lac Troilus, rivière à la Marte ;
- côté sud : rivière Nottaway ;
- côté ouest : rivière Nottaway, baie de Rupert.

La rivière Broadback prend sa source au lac Frotet, situé à 28,1 km à l'ouest du grand lac Mistassini. À partir de l'embouchure du lac Frotet (situé au nord du lac), cette rivière serpente la Jamésie sur 451 kilomètres pour finalement déboucher sur la baie de Rupert tout près de l'embouchure de la rivière Nottaway.
Dans son cours, la rivière traverse plusieurs lacs, notamment : lac Troilus, lac Quénonisca, lac Evans (le plus grand) et lac Giffard. Elle se situe entre les rivières Rupert, au nord, et Nottaway, au sud.
Il se trouve des chutes hautes de 34 mètres nommées Tupatukasi. 
En fin de parcours, la rivière traverse des zones de marais sur 29,2 km vers l'ouest.

## Histoire

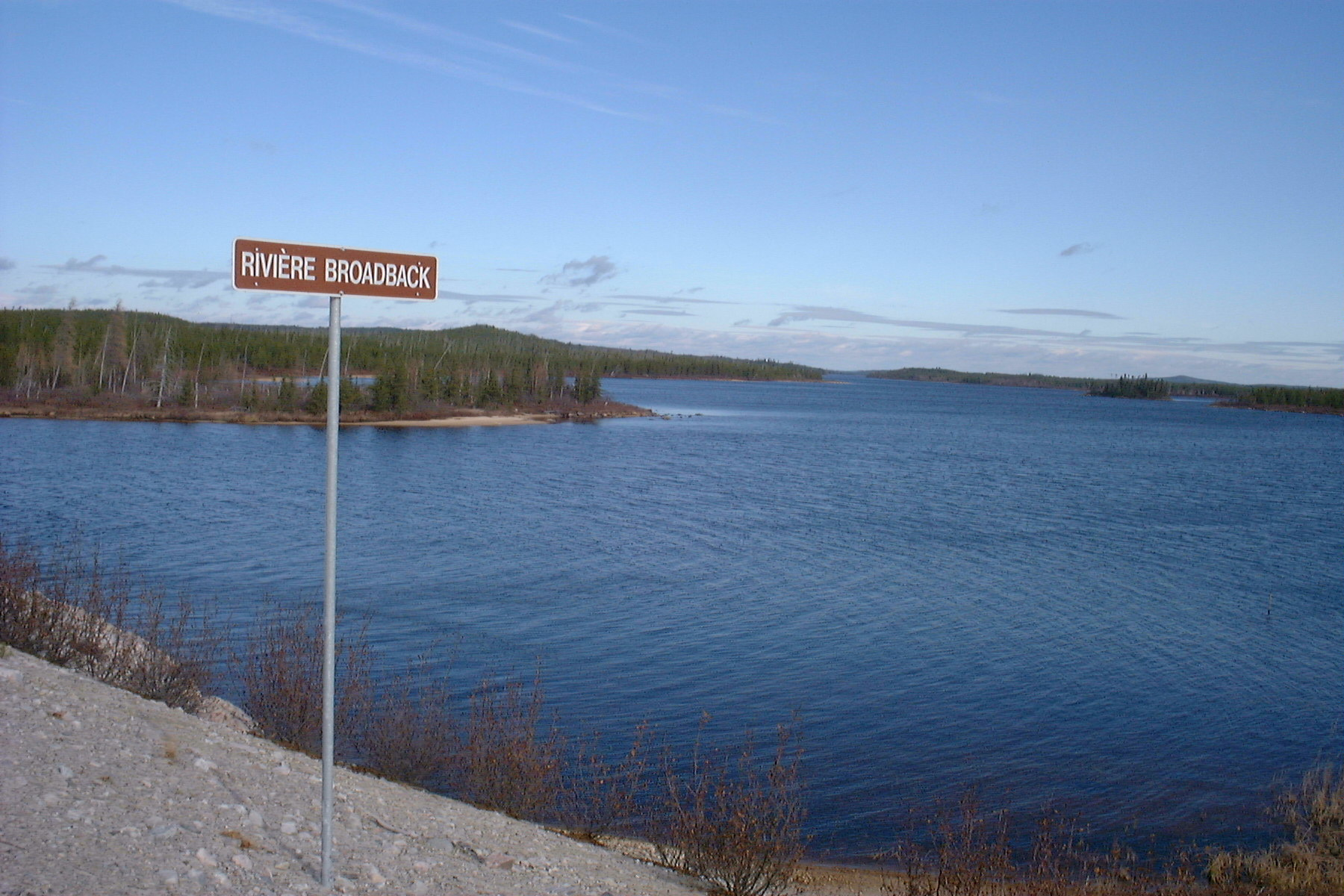
Rivière Broadback.

Dans les années 1960, la rivière fait l'objet d'un projet d'aménagement hydroélectrique. Le projet Nottaway-Broadback-Rupert (NBR) est alors une alternative aux projets sur La Grande Rivière et la rivière Eastmain. À la suite de la réalisation du projet de dérivation de la rivière Rupert entrepris dans les années 2000, il s'avère peu probable que la rivière Broadback soit développée dans un avenir prévisible.

## Toponymie
L'usage du toponyme Broadback existe depuis la fin du XIXe siècle. Les Cris utilisent trois termes pour désigner cette rivière : Chistamiskau Sipi, la rivière aux eaux profondes, Chisuniweniku Sipi, la rivière où on a fini de cuisiner et Matauchun Sipi, la rivière où le courant va dans plusieurs directions.
Le toponyme rivière Broadback a été officialisé le 5 décembre 1968 à la Commission de toponymie du Québec.

## Affluents
Comme la rivière Broadback coule relativement près de la limite nord de son bassin, la plupart de ses principaux tributaires sont des affluents de gauche. Ces affluents de la rivière Broadback sont listés en ordre à partir de la partie supérieure de la rivière :

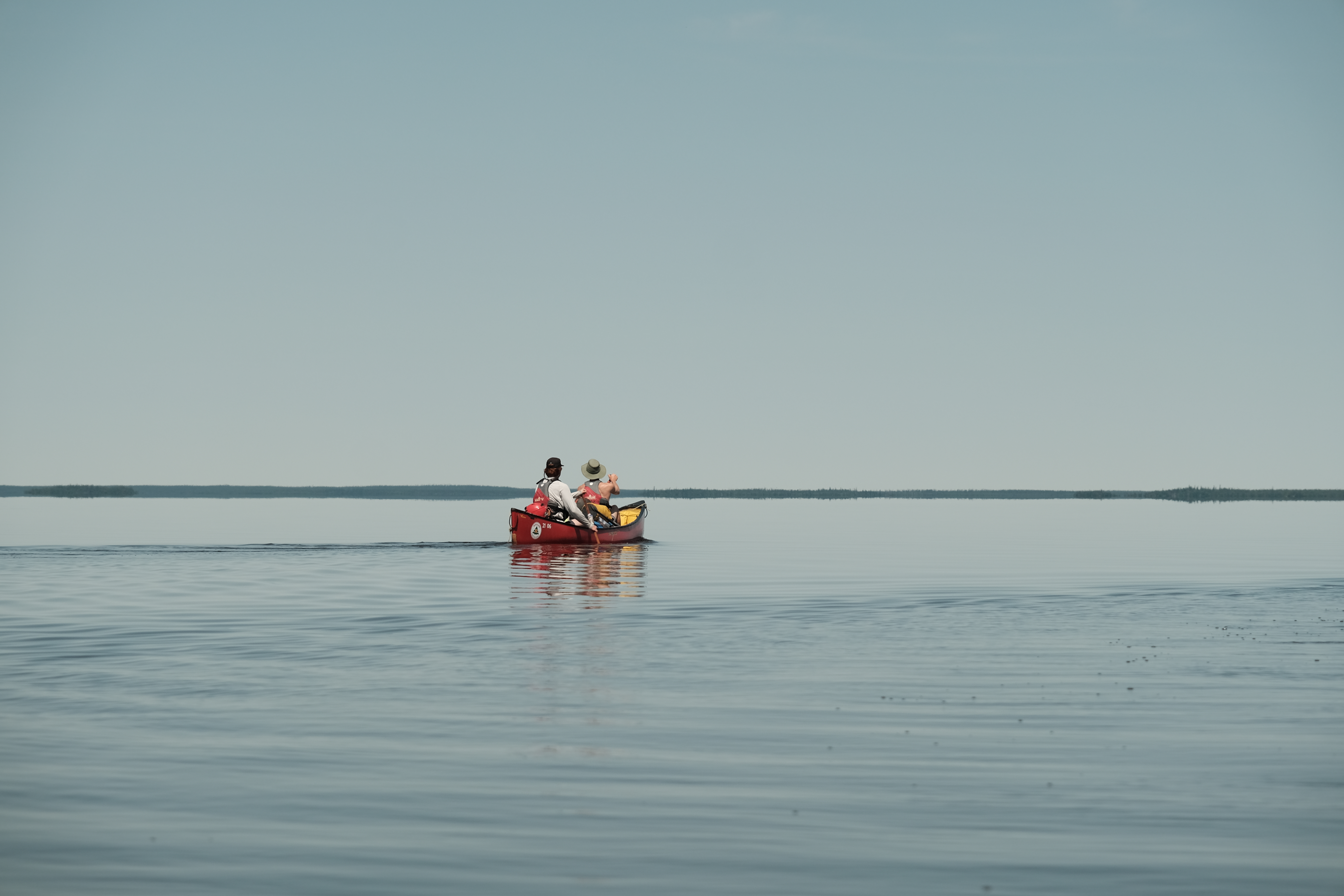
Expédition de canot-camping sur la rivière Broadback.

Affluents en amont du lac Evans :
- Rivière Châtillon
- Rivière Assinica
- Rivière Coigne
- Rivière Nipukatasi
- Rivière Salamandre

Affluents en aval du lac Evans :
- Rivière Ouasouagami
- Rivière Colomb
- Rivière Kaminahikuschit
- Rivière Natouacamisie
- Rivière Machisipi
- Rivière Lepallier